# 細山 (川崎市)
細山（ほそやま）は、神奈川県川崎市麻生区の地名。現行行政地名は細山と細山1丁目から細山8丁目。住居表示は、細山（大字）が未実施区域、細山1丁目から細山8丁目が実施済区域。

## 地理
麻生区の北東部に位置し、東に多摩美、南東に高石、南に千代ケ丘、西に向原、北に東京都稲城市東長沼・矢野口、北東に川崎市多摩区菅仙谷と接している。

### 地価
住宅地の地価は、2024年（令和6年）1月1日の公示地価によれば、細山5丁目10-7の地点で17万4000円/m²
、細山8丁目16-9の地点で14万4000円/m²となっている。

## 歴史

### 沿革
- 江戸時代の細山村（旗本椿井氏知行）に由来する。
- 1889年（明治22年）4月1日 - 町村制の施行により、生田村が成立、橘樹郡生田村大字細山となる。
- 1938年（昭和13年）10月1日 - 川崎市に編入。川崎市細山となる。
- 1972年（昭和47年）4月1日 - 川崎市が政令指定都市の制定に伴い、多摩区が新設。川崎市多摩区細山となる。
- 1978年（昭和53年）10月1日 - 住居表示を実施に伴い、細山・高石・菅の各一部を分離し、細山1丁目から細山7丁目が新設。
- 1981年（昭和56年）11月24日 - 住居表示を実施に伴い、細山の一部を分離し、細山8丁目が新設。
- 1982年（昭和57年）7月1日 - 多摩区から麻生区が分区し、川崎市麻生区細山となる[5][8]。
- 1985年（昭和60年）11月1日 - 細山8丁目15番、16番、17番の街区符号を変更する[9]。

### 町名の変遷
| 実施後    | 実施年月日                 | 実施前（各町名ともその一部）           |
| --------- | -------------------------- | -------------------------------------- |
| 細山1丁目 | 1981年（昭和56年）11月24日 | 字内野、大久保（各一部）               |
| 細山2丁目 | 1981年（昭和56年）11月24日 | 字大久保、七代、高石字稲荷森（各一部） |
| 細山3丁目 | 1981年（昭和56年）11月24日 | 字北谷、中島、七代、南田（各一部）     |
| 細山4丁目 | 1981年（昭和56年）11月24日 | 字中島、北谷、大久保（各一部）         |
| 細山5丁目 | 1981年（昭和56年）11月24日 | 字大久保、中島（各一部）               |
| 細山6丁目 | 1981年（昭和56年）11月24日 | 字大久保、金井久保、菅字小谷（各一部） |
| 細山7丁目 | 1981年（昭和56年）11月24日 | 字大久保、金井久保（各一部）           |
| 細山8丁目 | 1982年（昭和57年）7月1日   | 字北谷（一部）                         |

## 世帯数と人口
2025年（令和7年）6月30日現在（川崎市発表）の世帯数と人口は以下の通りである。
| 大字・丁目 | 世帯数    | 人口    |
| ---------- | --------- | ------- |
| 細山       | 66世帯    | 66人    |
| 細山1丁目  | 416世帯   | 774人   |
| 細山2丁目  | 387世帯   | 836人   |
| 細山3丁目  | 428世帯   | 925人   |
| 細山4丁目  | 565世帯   | 1,444人 |
| 細山5丁目  | 677世帯   | 1,562人 |
| 細山6丁目  | 244世帯   | 560人   |
| 細山7丁目  | 312世帯   | 742人   |
| 細山8丁目  | 470世帯   | 1,090人 |
| 計         | 3,555世帯 | 7,999人 |

### 人口の変遷
国勢調査による人口の推移。
| 年                 | 人口  |
| ------------------ | ----- |
| 1995年（平成7年）  | 5,951 |
| 2000年（平成12年） | 6,634 |
| 2005年（平成17年） | 7,138 |
| 2010年（平成22年） | 7,606 |
| 2015年（平成27年） | 7,720 |
| 2020年（令和2年）  | 7,842 |

### 世帯数の変遷
国勢調査による世帯数の推移。
| 年                 | 世帯数 |
| ------------------ | ------ |
| 1995年（平成7年）  | 2,248  |
| 2000年（平成12年） | 2,543  |
| 2005年（平成17年） | 2,738  |
| 2010年（平成22年） | 2,969  |
| 2015年（平成27年） | 3,011  |
| 2020年（令和2年）  | 3,193  |

## 学区
市立小・中学校に通う場合、学区は以下の通りとなる（2021年12月時点）。
| 大字・丁目 | 番・番地等 | 小学校                 | 中学校               |
| ---------- | ---------- | ---------------------- | -------------------- |
| 細山       | 全域       | 川崎市立千代ヶ丘小学校 | 川崎市立金程中学校   |
| 細山1丁目  | 全域       | 川崎市立西生田小学校   | 川崎市立西生田中学校 |
| 細山2丁目  | 全域       | 川崎市立西生田小学校   | 川崎市立西生田中学校 |
| 細山3丁目  | 全域       | 川崎市立西生田小学校   | 川崎市立西生田中学校 |
| 細山4丁目  | 全域       | 川崎市立西生田小学校   | 川崎市立西生田中学校 |
| 細山5丁目  | 全域       | 川崎市立西生田小学校   | 川崎市立西生田中学校 |
| 細山6丁目  | 全域       | 川崎市立西生田小学校   | 川崎市立西生田中学校 |
| 細山7丁目  | 全域       | 川崎市立西生田小学校   | 川崎市立西生田中学校 |
| 細山8丁目  | 全域       | 川崎市立千代ヶ丘小学校 | 川崎市立金程中学校   |

## 事業所
2021年（令和3年）現在の経済センサス調査による事業所数と従業員数は以下の通りである。
| 大字・丁目 | 事業所数 | 従業員数 |
| ---------- | -------- | -------- |
| 細山       | 6事業所  | 364人    |
| 細山1丁目  | 10事業所 | 34人     |
| 細山2丁目  | 13事業所 | 147人    |
| 細山3丁目  | 9事業所  | 75人     |
| 細山4丁目  | 13事業所 | 41人     |
| 細山5丁目  | 9事業所  | 38人     |
| 細山6丁目  | 10事業所 | 57人     |
| 細山7丁目  | 7事業所  | 19人     |
| 細山8丁目  | 11事業所 | 34人     |
| 計         | 88事業所 | 809人    |

### 事業者数の変遷
経済センサスによる事業所数の推移。
| 年                 | 事業者数 |
| ------------------ | -------- |
| 2016年（平成28年） | 69       |
| 2021年（令和3年）  | 88       |

### 従業員数の変遷
経済センサスによる従業員数の推移。
| 年                 | 従業員数 |
| ------------------ | -------- |
| 2016年（平成28年） | 641      |
| 2021年（令和3年）  | 809      |

## 交通
- 神奈川県道124号稲城読売ランド前停車場線

## 施設
- 川崎市立西生田小学校
- 香林寺 (川崎市)
- 麻生警察署 細山交番

## その他

### 日本郵便
- 郵便番号 : 215-0001[3]（集配局：麻生郵便局[20]）

### 警察
町内の警察の管轄区域は以下の通りである。
| 大字・丁目 | 番・番地等 | 警察署     | 交番・駐在所 |
| ---------- | ---------- | ---------- | ------------ |
| 細山       | 全域       | 麻生警察署 | 細山交番     |
| 細山1丁目  | 全域       | 麻生警察署 | 細山交番     |
| 細山2丁目  | 全域       | 麻生警察署 | 細山交番     |
| 細山3丁目  | 全域       | 麻生警察署 | 細山交番     |
| 細山4丁目  | 全域       | 麻生警察署 | 細山交番     |
| 細山5丁目  | 全域       | 麻生警察署 | 細山交番     |
| 細山6丁目  | 全域       | 麻生警察署 | 細山交番     |
| 細山7丁目  | 全域       | 麻生警察署 | 細山交番     |
| 細山8丁目  | 全域       | 麻生警察署 | 細山交番     |

## 関連文献
- 「細山村」『新編武蔵風土記稿』 巻ノ59橘樹郡ノ2、内務省地理局、1884年6月。NDLJP:763983/44。